# In the Serpent's Power
In the Serpent's Power è un cortometraggio muto del 1910 diretto da Frank Beal.

## Produzione
Il film fu prodotto dalla Selig Polyscope Company.

## Distribuzione
Distribuito dalla General Film Company, il film - un cortometraggio in una bobina - uscì nelle sale cinematografiche statunitensi il 7 febbraio 1910.